# Storselet (Malå socken, Lappland)
Storselet är en sjö i Malå kommun i Lappland och ingår i Umeälvens huvudavrinningsområde. Sjön har en area på 0,156 kvadratkilometer och ligger 273,2 meter över havet. Storselet ligger i Vindelälven Natura 2000-område. Sjön avvattnas av vattendraget Rökån.

## Delavrinningsområde
Storselet ingår i det delavrinningsområde (721400-163992) som SMHI kallar för Förgrening. Medelhöjden är 368 meter över havet och ytan är 46,41 kvadratkilometer. Det finns inga avrinningsområden uppströms utan avrinningsområdet är högsta punkten. Rökån som avvattnar avrinningsområdet har biflödesordning 4, vilket innebär att vattnet flödar genom totalt 4 vattendrag innan det når havet efter 219 kilometer. Avrinningsområdet består mestadels av skog (59 procent) och sankmarker (37 procent). Avrinningsområdet har 0,21 kvadratkilometer vattenytor vilket ger det en sjöprocent på 0,5 procent.